# Geaya maculatipes
Geaya maculatipes is een hooiwagen uit de familie Sclerosomatidae.